# Émile Ricquier
Émile Ricquier (Amiens, 3 febbraio 1846 – 15 settembre 1906) è stato un architetto francese, architetto capo del dipartimento della Somme.

## Biografia
Originario del quartiere Saint-Leu di Amiens, vi fece il suo apprendistato e poi realizzò la maggior parte delle sue opere ad Amiens e dintorni.
Uno zio gli insegnò la muratura e poi apprese il mestiere di architetto negli studi di architettura parigini e da Charles Joseph Pinsard ad Amiens.
Partecipò alla guerra del 1870 come guardia mobile e soldato ingegnere.
Alla fine della guerra aprì il suo studio di architettura all'età di 30 anni e vinse un premio di architettura nel 1879.
Il 24 agosto 1884, il Consiglio Generale del dipartimento della Somme decise di costruire un asilo per accogliere i malati di mente, la cui istituzione era prevista a Dury. Il progetto venne affidato a Émile Ricquier, la costruzione iniziò nel 1886 e fu inaugurato il 17 ottobre 1891.
Nel 1886 fu incaricato della costruzione del circo municipale di Amiens (attuale Cirque Jules-Verne), che fino ad allora era solo un circo provvisorio costruito in legno. L'architetto si ispirò al Cirque d'Hiver di Parigi. L'edificio venne inaugurato il 23 giugno 1889 da Jules Verne che ne aveva caldeggiato la costruzione.
Émile Ricquier fu anche il progettista dell'orologio Dewailly ad Amiens, detto anche "Orologio Marie-sans-chemise". Occorsero tre anni per costruire l'orologio in stile rococò: aveva tre facce, illuminate con il gas; il 4 agosto 1896 venne installato in Place Gambetta dove passavano i tram in quel periodo. Albert Roze, scultore di Amiens realizzò la statua di Marie-sans-chemise, installata un anno dopo sull'orologio di Ricquier.
Amiens gli deve anche la sala di idroterapia moresca dell'hotel Vagniez-Renon e il grande salone del museo della Piccardia.

### Società e comitati dotti
Émile Ricquier fu eletto nel 1883 come membro della Federazione degli architetti del nord della Francia.
Fu nominato nel 1886 al comitato dipartimentale della Somme per l'Esposizione Universale e Internazionale del 1889 dal Ministro del Commercio e dell'Industria. 
Venne accolto nell'Accademia di Scienze, Lettere e Arti di Amiens nel 1892 dopo un discorso sull'anfiteatro di Arles. Jules Verne fu l'artfice della sua cooptazione.

## Opere notevoli
- 1883-1886 Ufficio postale centrale di Amiens
- 1883-1887 Lycée Madeleine-Michelis ad Amiens
- 1886-1891 manicomio della Somme a Dury (ora ospedale psichiatrico Philippe Pinel)
- 1886-1889 Cirque Jules-Verne
- 1889 Scuola normale per insegnanti, attualmente liceo Robert-de-Luzarches ad Amiens
- 1895 Chiesa di Saint-Vaast in stile neoromanico e neobizantino a Cardonnette.
- 1895 Fabbrica di abbigliamento Lefèvre Calot et Cie, 70 rue des Jacobins ad Amiens
- 1896-1897 Orologio Marie-sans-chemise con Albert Roze
- 1898-1903 Convento del Sacro Cuore di Gesù e Maria, ora Lycée Saint-Remi
- 1900-1902 Costruzione della chiesa di Saint-Pierre a Cayeux-sur-Mer.
- 1903-1904 Progetto del nuovo centro di custodia cautelare di Amiens, 445 route d'Albert (attualmente 85, avenue de la Défense-Passive).

## Galleria d'immagini

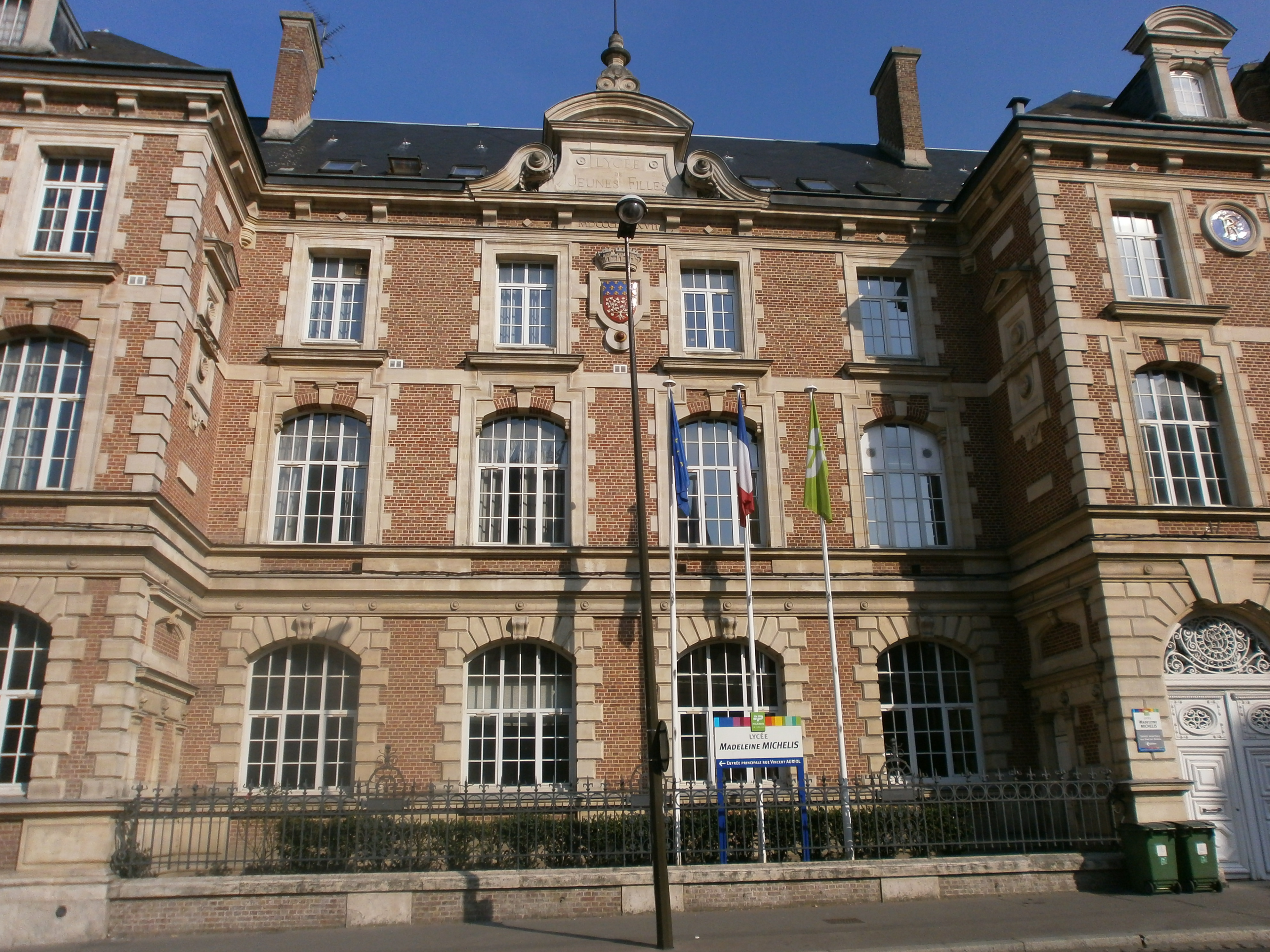
Liceo Madeleine-Michelis: facciata su rue des Otages.
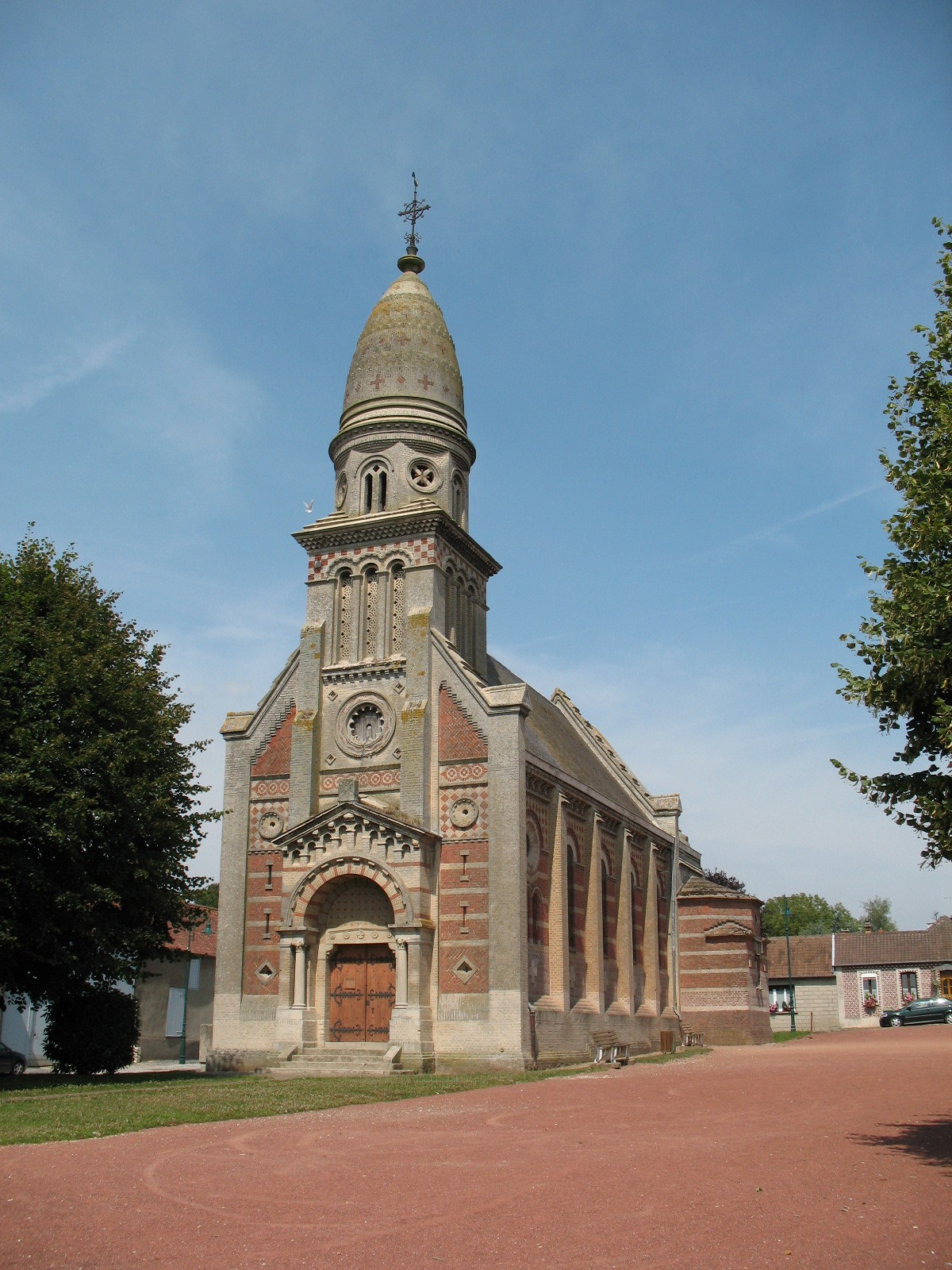
La chiesa di Saint-Vaast a Cardonnette.
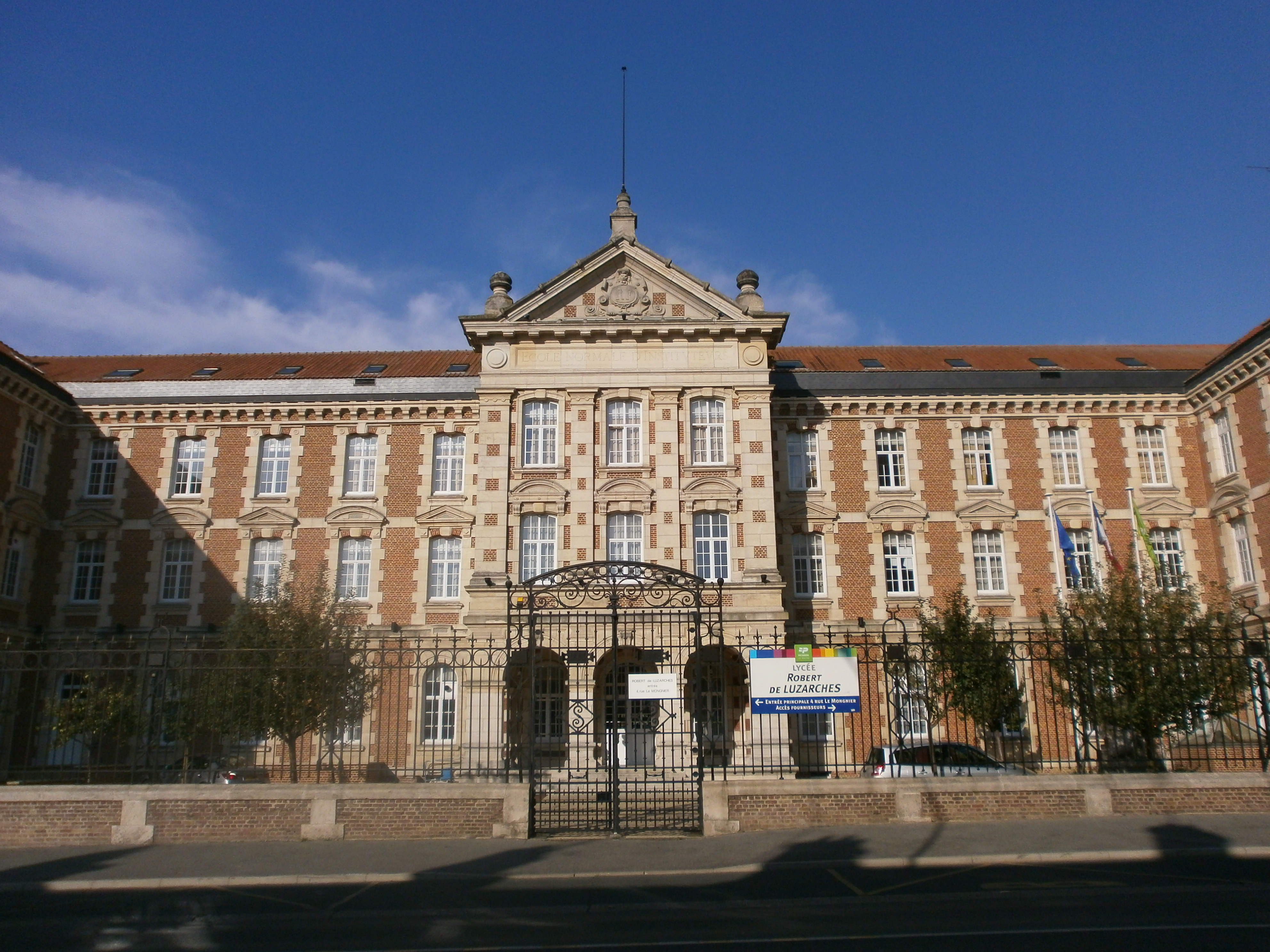
Lycée Robert-de-Luzarches, ex scuola di formazione per insegnanti.
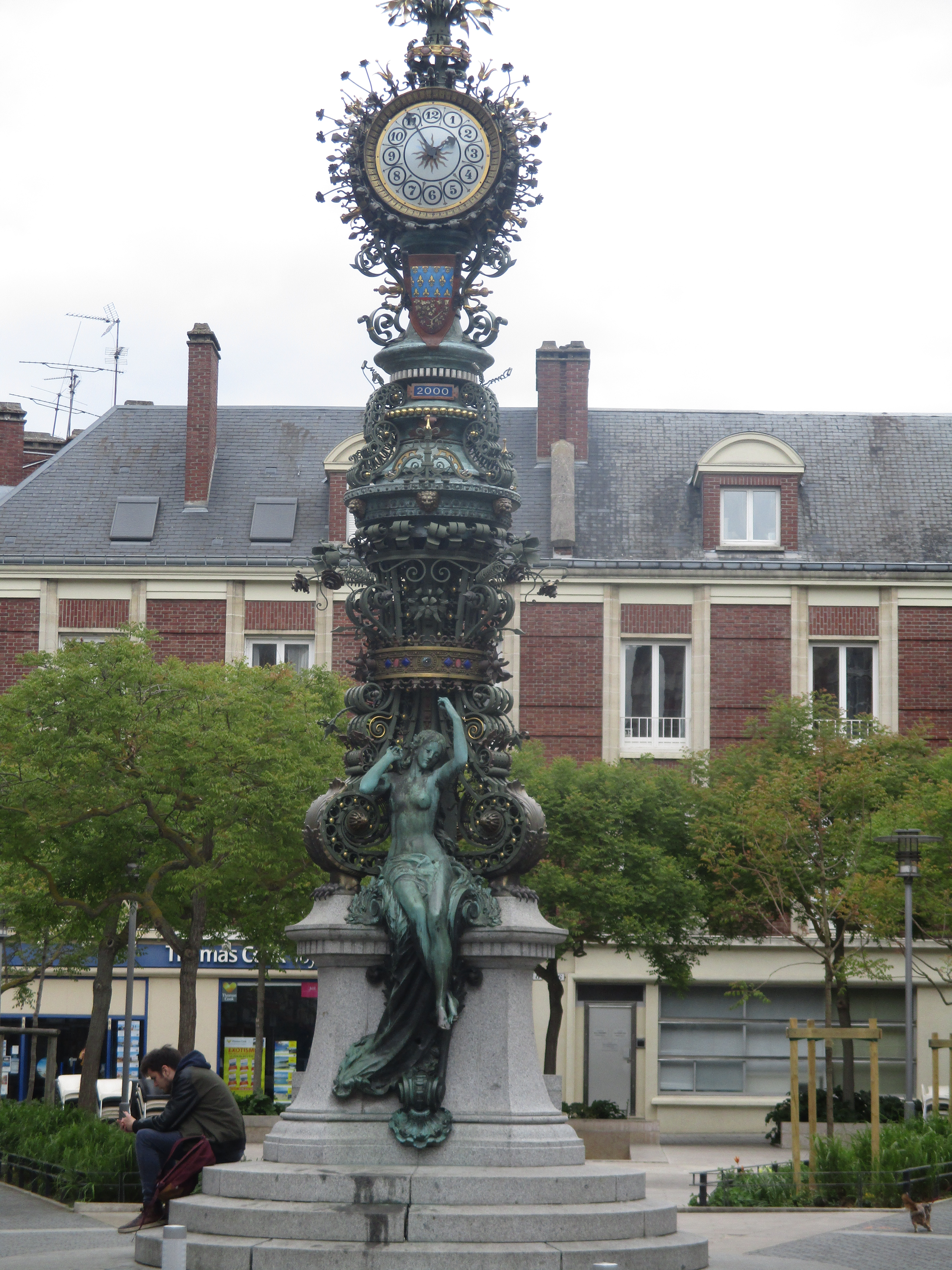
Orologio Marie-sans-chemise.
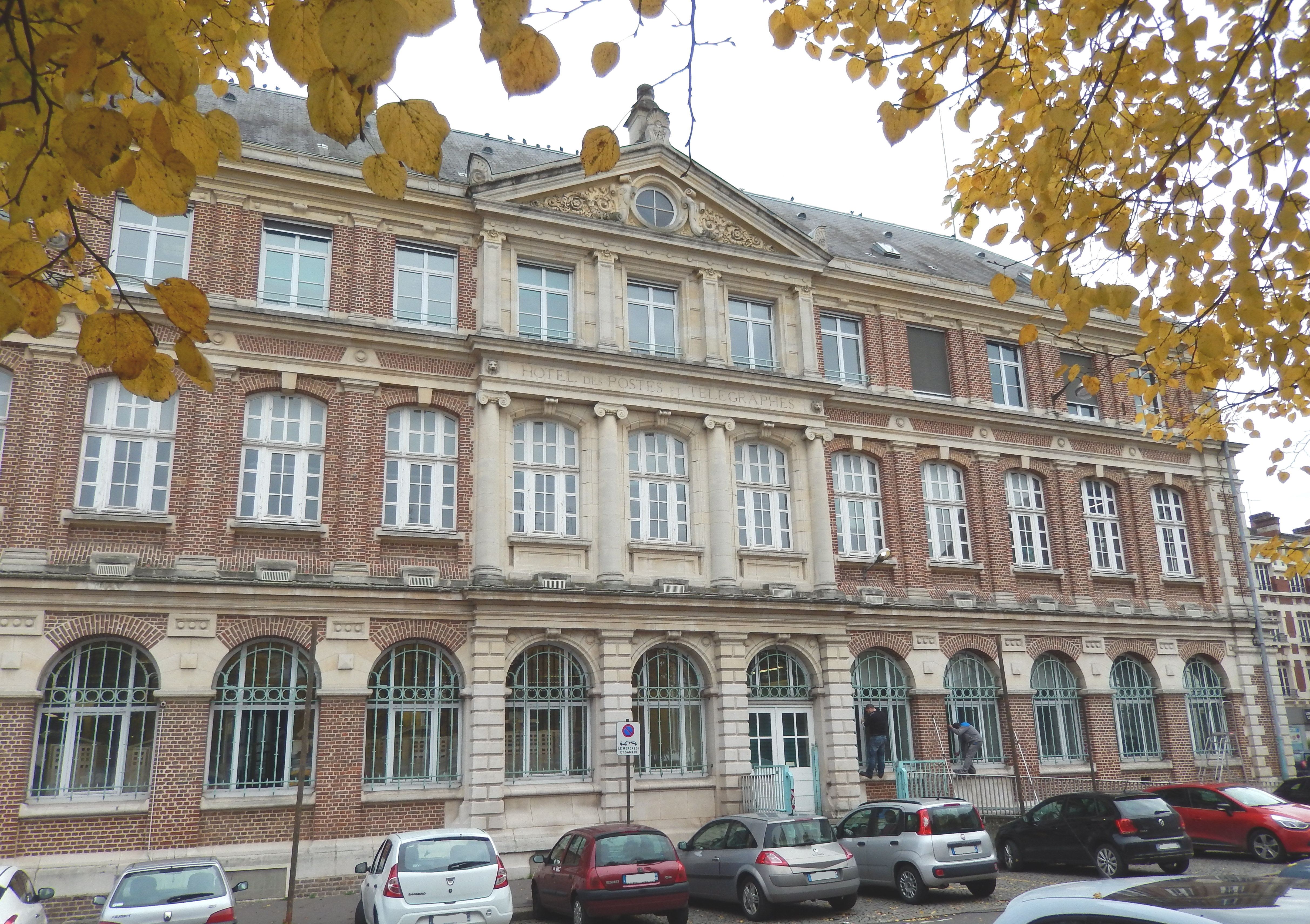
Ufficio postale centrale di Amiens: facciata ovest su place Léon-Debouverie.
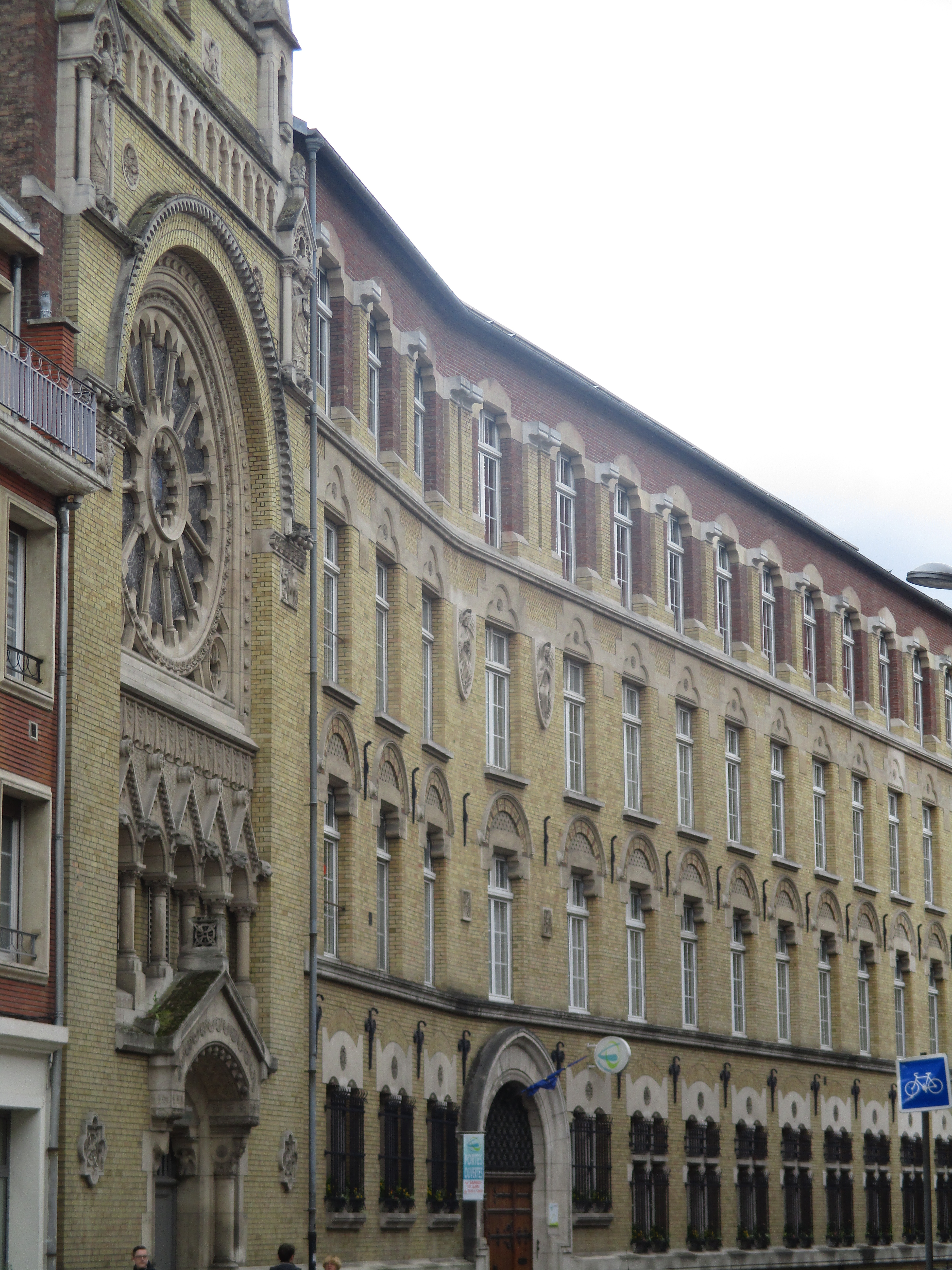
Liceo Saint-Rémi ad Amiens.